# The Birthday Massacre
The Birthday Massacre – synth rockowy zespół z Kanady.

## Historia
The Birthday Massacre powstało w London w Kanadzie. Na początku zespół został nazwany Imagica. W skład grupy wchodzili: wokalistka Chibi, gitarzysta Rainbow, gitarzysta Michael Falcore, perkusista i basista O.E oraz grający na instrumentach klawiszowych Aslan. W 2000 roku zespół wydał edycję limitowaną swojej pierwszej płyty demo (Demo 1).
W 2001 roku Dank opuścił grupę, a reszta członków przeniosła się do Toronto, aby rozpocząć nagranie nowej płyty. Później zespół wydał kolejną edycję limitowaną płyty demo (Demo 2).
Niedługo później zespół przyjął nazwę "The Birthday Massacre". W lipcu 2002 roku zespół wydał edycję limitowaną swojego pierwszego albumu o nazwie "Nothing And Nowhere". W 2003 roku do zespołu dołączyli perkusista Rhim i grający na instrumentach klawiszowych Adm. 20 lipca 2004 roku The Birthday Massacre wydał EP-kę zatytułowaną "Violet". Pod koniec roku wyszła reedycja albumu "Nothing And Nowhere" z nową okładką. Wkrótce zespół opuścił Adm, który postanowił zająć się własnymi projektami. Pod koniec roku zespół dołączył do niemieckiej wytwórni Repo Records i wydał rozszerzoną reedycję albumu "Violet" w Europie z nową okładką w digipacku.
W 2005 roku zespół przeniósł się do wytwórni Metropolis Records i wydał "Violet" w USA, Kanadzie, UK i Ameryce Południowej. W sierpniu do grupy dołączył Owen grający na instrumentach klawiszowych. Międzynarodowa trasa koncertowa prowadziła przez: Szwajcarię, Niemcy, Holandię, Węgry, Czechy i Belgię. Oprócz tego w lipcu grupa wydała DVD zawierające: teledysk do piosenki "Blue", materiały filmowe zza sceny, wywiady, piosenkę "Nevermind" nagraną w studio oraz wykonane na koncertach piosenki "Violet" i "Video Kid".
Na początku 2006 roku grupa rozpoczęła trasę koncertową nazwaną "Broken Minds" w Ameryce Północnej, w Kanadzie, USA i Meksyku. Oprócz tego grali w Europie podczas wakacji.
W czerwcu 2007 roku zespół zapowiedział, że pracuje nad nowym albumem z kanadyjskim producentem Dave'em Ogilvie. W tym czasie grupę opuścił basista Aslan, który podjął inne projekty muzyczne. Aslan został zastąpiony przez perkusistę O.E.. Pierwszy singel "Kill The Lights" został wydany na Vampirefreaks i Myspace 1 stycznia 2007 roku. We wrześniu 2007 zespół wydał album "Walking With Strangers". Premiera płyty ma miejsce 11 września 2007 roku w Ameryce Północnej i 21 września w Europie. Znalazło się na niej jedenaście premierowych utworów oraz dwie piosenki nagrane ponownie ("Remember Me" i "To Die For").
W maju 2008 zespół wydał EP-kę "Looking Glass", na której zamieszczono 8 pozycji (w tym cztery remiksy) i teledysk do tytułowego utworu.
Podczas wywiadu z "DeathWish" (Vampirefreaks) zespół zapowiedział, że zbiera materiał na kolejny album.
14 września 2010 roku grupa wydała album "Pins And Needles", na którym znajduje się 11 nowych utworów.
9 października 2012 roku grupa wydałą nowy album zatytułowany "Hide and Seek" (po polsku "Gra w chowanego"). Album powstaje pomiędzy styczniem a lipcem 2012 roku. W grudniu rozpoczęła się trasa koncertowa zespołu ze wsparciem William Control, Aesthetic Perfection i Creature Feature. Instrumentalny utwór zatytułowany "Night Shift" został udostępniony do pobrania za darmo na Rue Morgue.  Według Rainbow, utwór był hołdem dla Johna Carpentera i jego filmowych ścieżek dźwiękowych i będzie wykorzystywany jako wprowadzenie podczas amerykańskiej trasy koncertowej w 2012 roku. Album został ciepło przyjęty przez fanów i znajduje się na 138. miejscu w rankingu Billboard 200.

## Aktualni członkowie
- Chibi – śpiew
- Rainbow – gitara, programowanie
- Michael Falcore – gitara
- Rhim – perkusja
- Owen – instrumenty klawiszowe
- Nate Manor – perkusja, gitara basowa

## Byli członkowie
- O.E. – perkusja, gitara basowa – (2000-2003), (2007-2010)
- Dank – instrumenty klawiszowe – (2000-2001)
- Aslan – gitara basowa – (2000-2007)
- Adm – instrumenty klawiszowe – (2002-2004)

## Dyskografia

### Albumy
| #  | Tytuł                  | Rok  | Wytwórnia          |
| -- | ---------------------- | ---- | ------------------ |
| 1  | Demo 1                 | 2000 | Dire Studios       |
| 2  | Demo 2                 | 2001 | Dire Studios       |
| 3  | Nothing And Nowhere    | 2002 | Metropolis Records |
| 4  | Violet                 | 2004 | Metropolis Records |
| 5  | Walking With Strangers | 2007 | Metropolis Records |
| 6  | Looking Glass          | 2008 | Metropolis Records |
| 7  | Pins And Needles       | 2010 | Metropolis Records |
| 8  | Imaginary Monsters     | 2011 | Metropolis Records |
| 9  | Hide and Seek          | 2012 | Metropolis Records |
| 10 | Superstition           | 2014 | Metropolis Records |
| 11 | Under Your Spell       | 2017 | Metropolis Records |
| 12 | Diamonds               | 2020 |                    |

### Teledyski
| # | Tytuł         | Rok  | Reżyser                         | Album            |
| - | ------------- | ---- | ------------------------------- | ---------------- |
| 1 | "Blue"        | 2005 | Dan Ouellette                   | Violet           |
| 2 | "Nevermind"   | 2005 | Aslan                           | Violet           |
| 3 | "In The Dark" | 2010 | Michael Falcore, Rodrigo Gudino | Pins And Needles |

### DVD
| # | Tytuł | Rok  | Wytwórnia          |
| - | ----- | ---- | ------------------ |
| 1 | Blue  | 2005 | Metropolis Records |